# Luciana Angiolillo
Pour les articles homonymes, voir Angiolillo.
Luciana Angiolillo, née Luciana Nevi le 22 décembre 1925 à Rome dans la région du Latium, est une actrice italienne.

## Biographie
Luciana Nevi naît à Rome en 1925. Elle se marie avec le journaliste Giuseppe Gaetano Angiolillo, le fils de l’homme politique Renato Angiolillo (it), en 1947 et prend son nom.
Après un rôle de figuration dans le film Vierge moderne (Vergine moderna) de Marcello Pagliero en 1954, elle est repérée par le réalisateur Luciano Emmer qui lui offre un rôle de premier plan dans la comédie Camilla ou elle joue le rôle de l’épouse de Gabriele Ferzetti. En 1955, elle tourne pour la première fois avec le réalisateur italien Vittorio Sala dans le film Donne sole, réalisateur qu’elle retrouvera dans trois autres longs-métrages. Elle divorce en 1958 mais garde le nom d'Angiolillo.
Dans les années 1960, elle tourne principalement dans des films d’aventures et des comédies légères, souvent dans des rôles secondaires. Dans le péplum Hercule à la conquête de l'Atlantide (Ercole alla conquista di Atlantide) de Vittorio Cottafavi, elle joue le personnage de Déjanire. Dans le film La Guerre de Troie (La Guerra di Troia) de Giorgio Ferroni, elle incarne un autre personnage de la mythologie grecque, Andromaque. Elle donne la réplique à Claudia Cardinale et Jacques Perrin dans la comédie dramatique La Fille à la valise (La ragazza con la valigia) de Valerio Zurlini. Dans la comédie Le Fanfaron (Il sorpasso) de Dino Risi, elle est la femme de Bruno Cortona (Vittorio Gassman), le mari qui part sur les routes italiennes en compagnie de Jean-Louis Trintignant dans une Lancia Aurelia B24. Elle participe aussi à l’un des petits segments du film collectif L'idea fissa sous la direction de Gianni Puccini.
Faute de succès, elle devient directrice d’une maison de couture puis d’une entreprise spécialisée dans la distribution et la vente de cadeaux et d’objets publicitaires, avant de prendre sa retraite en 1990.

## Filmographie

### Au cinéma
- 1954 : Vierge moderne (Vergine moderna) de Marcello Pagliero
- 1954 : Camilla de Luciano Emmer
- 1964 : La grande avventura de Mario Pisu
- 1964 : Amore mio de Raffaello Matarazzo
- 1955 : Il n'y a pas de plus grand amour (Non c'è amore più grande) de Giorgio Bianchi
- 1956 : Femmes seules (Donne sole) de Vittorio Sala
- 1958 : Premier Amour de Mario Camerini
- 1959 : Le Miroir aux alouettes (Costa azzurra) de Vittorio Sala
- 1959 : Le notti dei teddy boys de Leopoldo Savona
- 1959 : La Reine des Amazones (La regina delle Amazzoni) de Vittorio Sala
- 1961 : La Fille à la valise (La ragazza con la valigia) de Valerio Zurlini
- 1961 : Hercule à la conquête de l'Atlantide (Ercole alla conquista di Atlantide) de Vittorio Cottafavi
- 1961 : La Guerre de Troie (La Guerra di Troia) de Giorgio Ferroni
- 1962 : Le Fanfaron (Il sorpasso) de Dino Risi
- 1962 : Seul contre Rome (Solo contro Roma) de Luciano Ricci
- 1962 : Il disordine de Franco Brusati
- 1964 : Il treno del sabato de Vittorio Sala
- 1964 : Amore mio de Raffaello Matarazzo
- 1964 : L'idea fissa de Gianni Puccini
- 1964 : I due pericoli pubblici de Lucio Fulci
- 1965 : Berlin, opération 'Laser' (Berlino - Appuntamento per le spie) de Vittorio Sala
- 1966 : Ça casse à Caracas (Inferno a Caracas) de Marcello Baldi
- 1967 : La Cible dans l'œil (L'occhio selvaggio) de Paolo Cavara
- 1967 : Le Carnaval des truands (Ad ogni costo) de Giuliano Montaldo

## Source
- Roberto Poppi et Enrico Lancia, Le attrici, Rome, Gremesse, 2003 (ISBN 88-8440-214-X), p. 14.